# Aboriginalbeleid
Vanaf het begin van de invasie van Australië door de Britten is er specifiek beleid gevoerd om Aboriginals te onderwerpen aan het gezag van de successievelijke Europese machthebbers.

## De officiële opdracht van James Cook

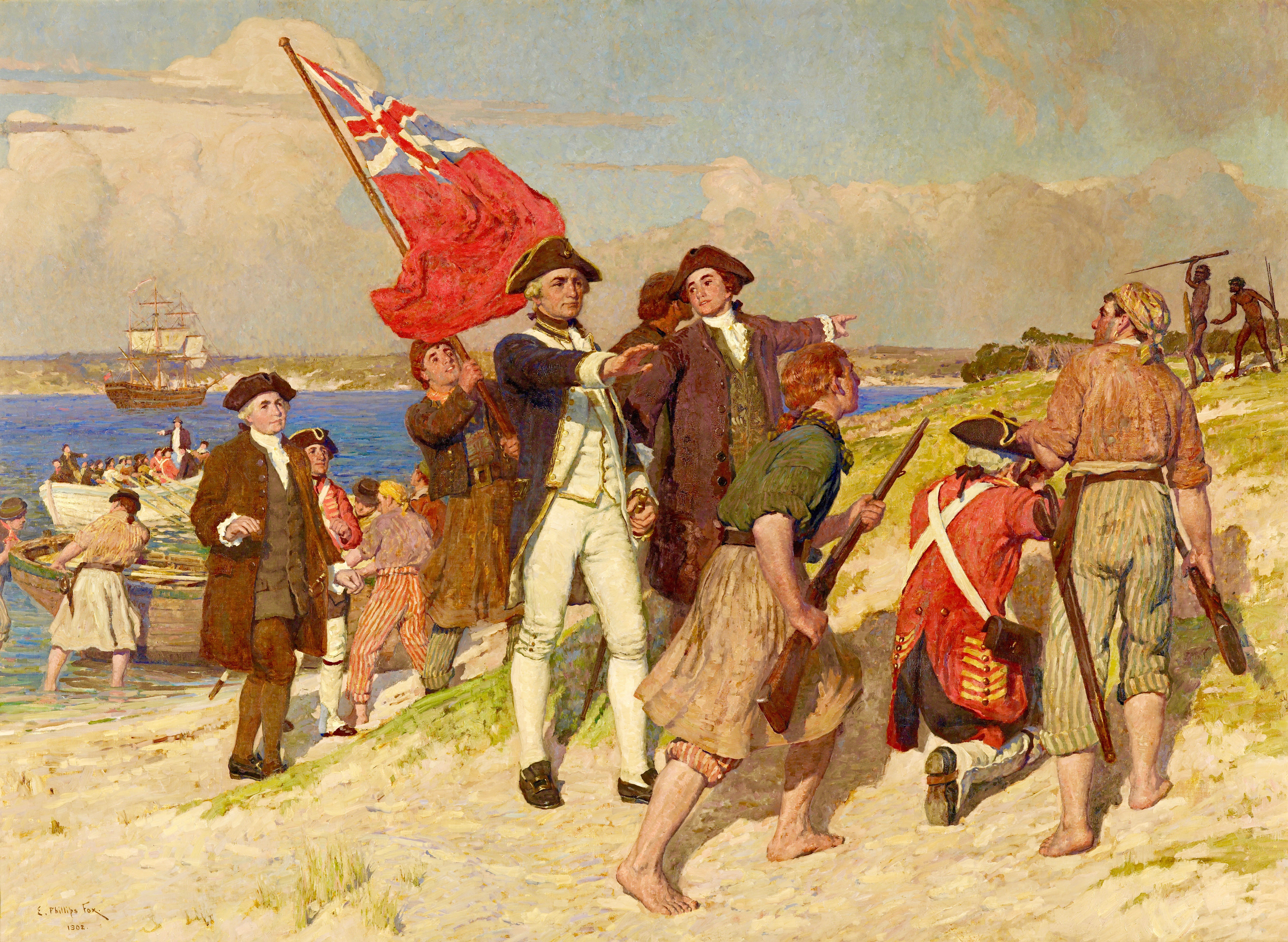
Landing van James Cook in Botany Bay op 29 april 1770 (schilderij van E. Phillips Fox)

In 1768 werd James Cook door de Admiraliteit van Engeland aangewezen om op zoek te gaan naar het Onbekende Zuidland (Terra Australis Incognita). In een serie geheime instructies kreeg hij de opdracht om ‘met Toestemming van de Inboorlingen Gunstige Locaties in Bezit te nemen’.
De expeditie werd samen met de Royal Society of London for the Improvement of Natural Knowledge georganiseerd. De president van vooraanstaande wetenschappelijke academie, Lord Morton, gaf Cook het advies ‘het grootste geduld’ te tonen met de oorspronkelijke bewoners van de landen die hij tijdens zijn lange reis zou aandoen. Het waren immers ‘menselijke schepsels, het werk van dezelfde almachtige Schepper’. Verder schreef hij:
‘Zij zijn de natuurlijke, en in de strikste zin van het woord, de wettelijke eigenaars van de verschillende Gebieden die zij bewonen. Geen enkele Europese Natie heeft het recht om eender welk deel van hun land te bezetten, of zich onder hen te vestigen zonder hun vrijwillige toestemming. Het overheersen van dergelijke volkeren verleent geen rechtmatige titel (...).’

## Uitroeiing (extermination)

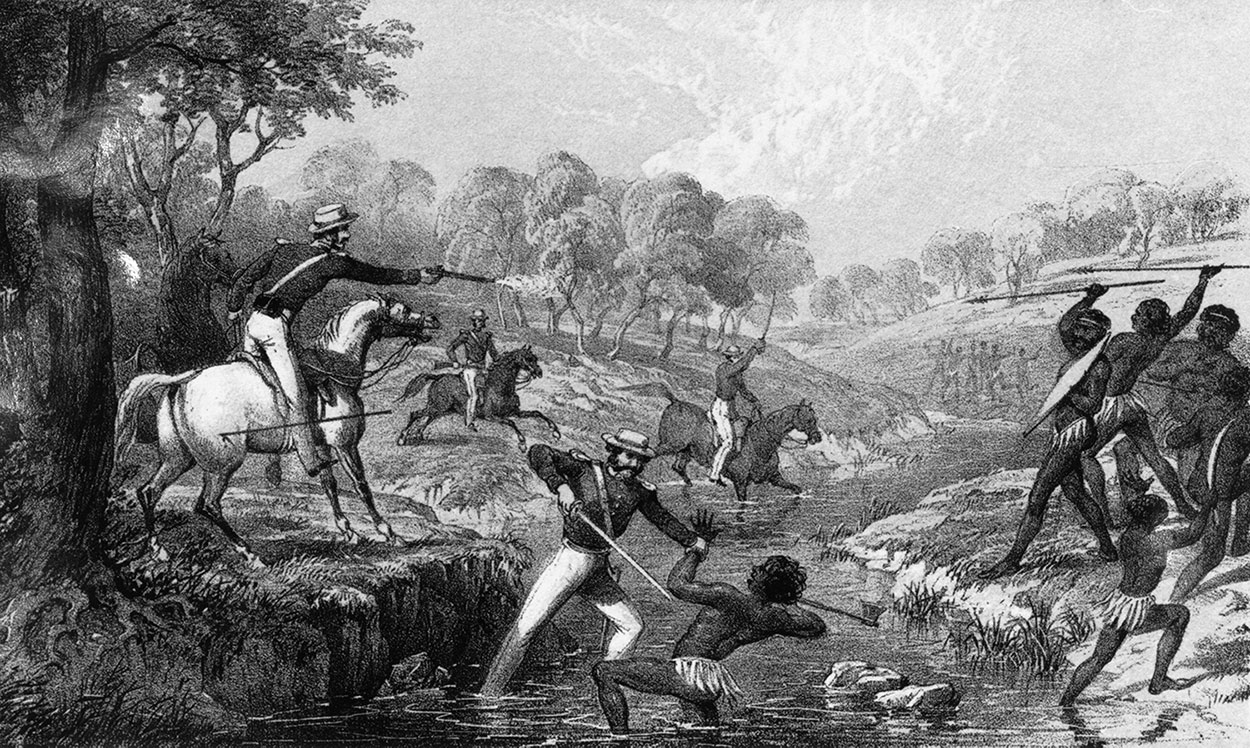
Bloedbad van Waterloo Creek, New South Wales

In de beginjaren van het Australische koloniale tijdperk was het overheidsgezag op het continent erg zwak. De Britse autoriteiten waren weliswaar de officiële machthebbers, maar zij hadden feitelijk weinig invloed op wat er aan de andere kant van de wereld gebeurde. De strafkolonie die op de locatie van het huidige Sydney werd opgericht, werd geregeerd door een gouverneur en een handvol soldaten. Door de komst van de eerste vrije kolonisten werd de behoefte aan ruimte groter, waardoor de verschillende Aboriginalvolkeren van hun land werden verdreven. Dit ging niet zonder slag of stoot. De oorspronkelijke bewoners voerden hevig verzet en er wordt in dit kader dan ook van frontier wars (frontoorlogen) gesproken. De paar aanwezige gezagsdragers konden (en wilden) vaak geen weerstand bieden. Er was in de kolonie geen officieel beleid om de Aboriginalvolkeren uit te roeien, maar dat was in principe wel wat er gebeurde. Een krantenartikel uit 1872 vermeldt bijvoorbeeld dat de officier van de Native Police Robert Arthur Johnstone
‘spoke of killing whole camps – not merely men but girls and piccanninies – with the greatest coolness. Further experience of this man and other residents in these parts, and information picked up in various ways, have convinced me that the policy of the Queensland government towards the blacks is simply, though not unavowedly, one of extermination.’
Dit soort berichten en uitspraken zijn in veel kranten en boeken uit die tijd terug te vinden.

## Segregatie/bescherming (segregation/protection)

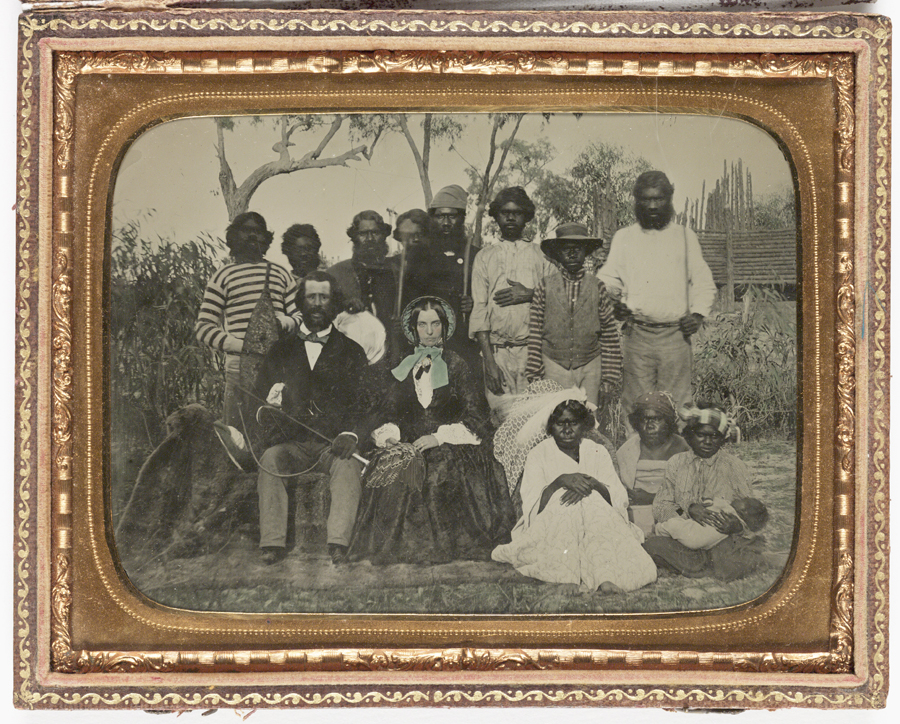
Plantagehouder met zijn dienaars

In het midden van de 19e eeuw waren de meeste frontoorlogen voorbij. De Aboriginalvolkeren waren niet opgewassen tegen de wapens van de Europeanen en moesten zich uiteindelijk onderwerpen. Hun traditionele samenlevingsstructuren waren volledig ontwricht en ze raakten toenemend afhankelijk van overheidsrantsoenen. Velen leefden aan de rand van steden en dorpen en leidden een marginaal bestaan. Om ervoor te zorgen dat ze de kolonisten niet voor de voet liepen, werden ze naar overheidsreservaten verplaatst (segregatie). Op andere plekken ontfermden Europese missionarissen zich over hen op missieposten. Een gangbare opvatting was dat de Aboriginalvolkeren uiteindelijk zouden uitsterven en dat ze daarom beschermd moesten worden.
In 1869 kondigde de deelstaat Victoria als eerste een Protection Act (beschermingswet) af. Deze wet moest Aboriginals beschermen, maar werd gebruikt om volledige controle uit te oefenen over hun levens. De wet bepaalde waar iemand wel en niet mocht verblijven en verbood allerlei dingen zoals het spreken van de eigen taal of het uitoefenen van de eigen tradities. Op basis van de wet konden kinderen van hun ouders worden gescheiden en personen aan werkgevers worden toegewezen om onbetaald of slecht betaald werk te verrichten. Veel Aboriginals werkten bijvoorbeeld gedwongen op de suikerrietplantages van Queensland of op parelboten voor de kust van West-Australië. Anderen werkten in ruil voor wat suiker, meel en tabak op de vele veeboerderijen.
De andere staten voerden in de jaren erna vergelijkbare wetten in.

## Assimilatie (assimilation)

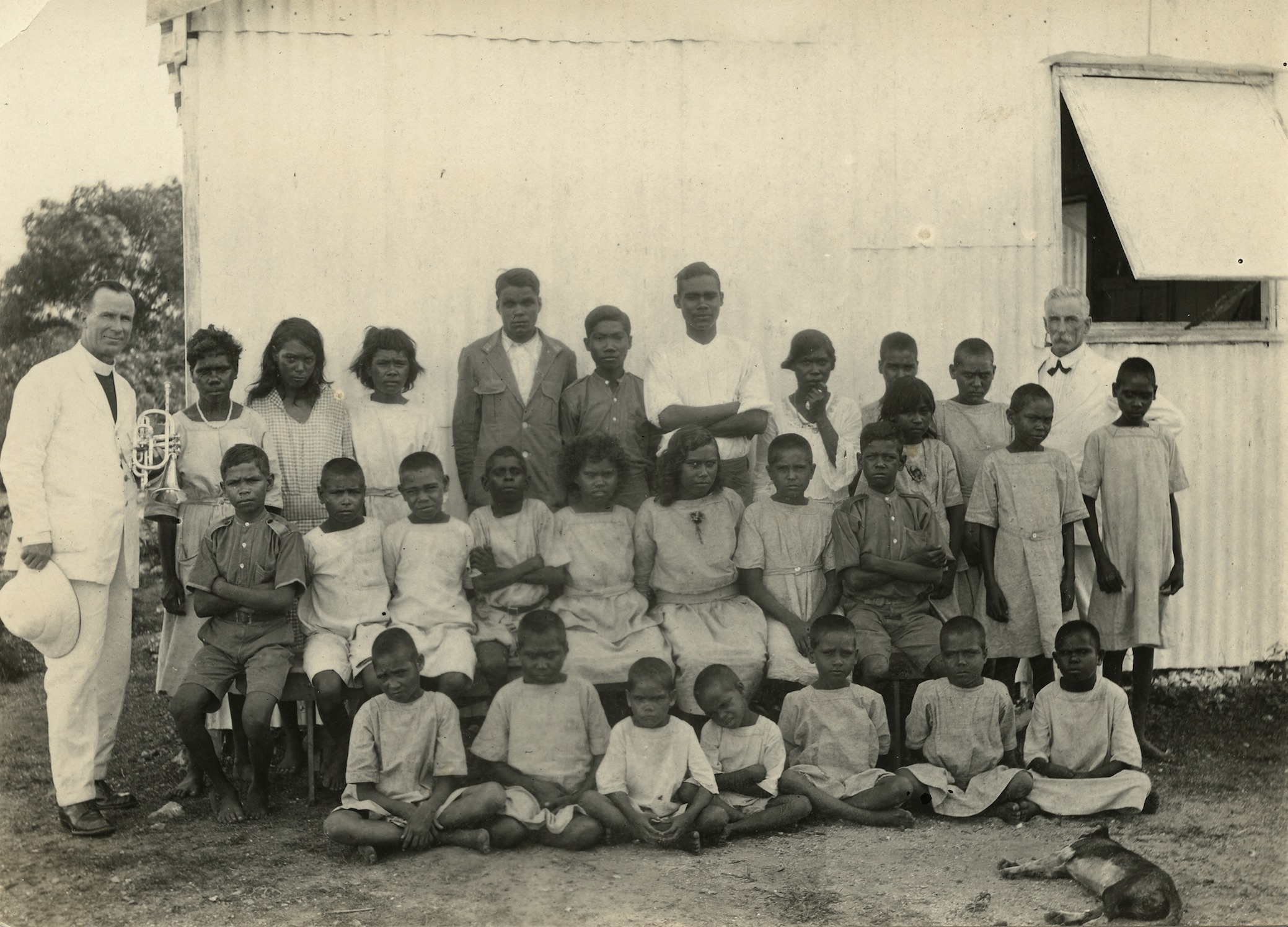
Gestolen kinderen op de Kahlin-nederzetting in Darwin

Vanaf de jaren twintig van de vorige eeuw werd het protectiebeleid losgelaten. De Aboriginalbevolking, en dan met name de groep mensen van gemengde afkomst, was toegenomen. Sommige beleidsmakers streefden naar sociale integratie van deze groep, anderen stelden assimilatie gelijk met biologische absorptie. Zo vroeg de Chief Protector of Aborigines van West-Australië, Auber Octavius Neville, ooit aan de deelnemers van een conferentie over assimilatie:
‘Staan we toe dat er een populatie van 1.000.000 zwarten in het Gemenebest ontstaat of laten we ze opgaan in de blanke samenleving, zodat we uiteindelijk kunnen vergeten dat er ooit aboriginals in Australië waren?’
Neville’s ideeën werden nooit omgezet. De meeste beleidsmakers waren eerder voorstanders van sociale integratie. De assimilatiewetgeving baseerde sterk op de protectiewetten, maar legde nog meer nadruk op het weghalen van kinderen bij hun ouders om ze naar westerse model op te voeden en in de witte samenleving op te laten gaan. Concreet betekende dit meestal dat ze klaar werden gestoomd om Europeanen tegen lage lonen te dienen. Er groeiden generaties gestolen kinderen op die bekend werden onder de naam stolen generations.
Het assimilatiebeleid bleef tot het begin van de jaren zeventig het officiële Aboriginalbeleid.

## Zelfbeschikking (self-determination)

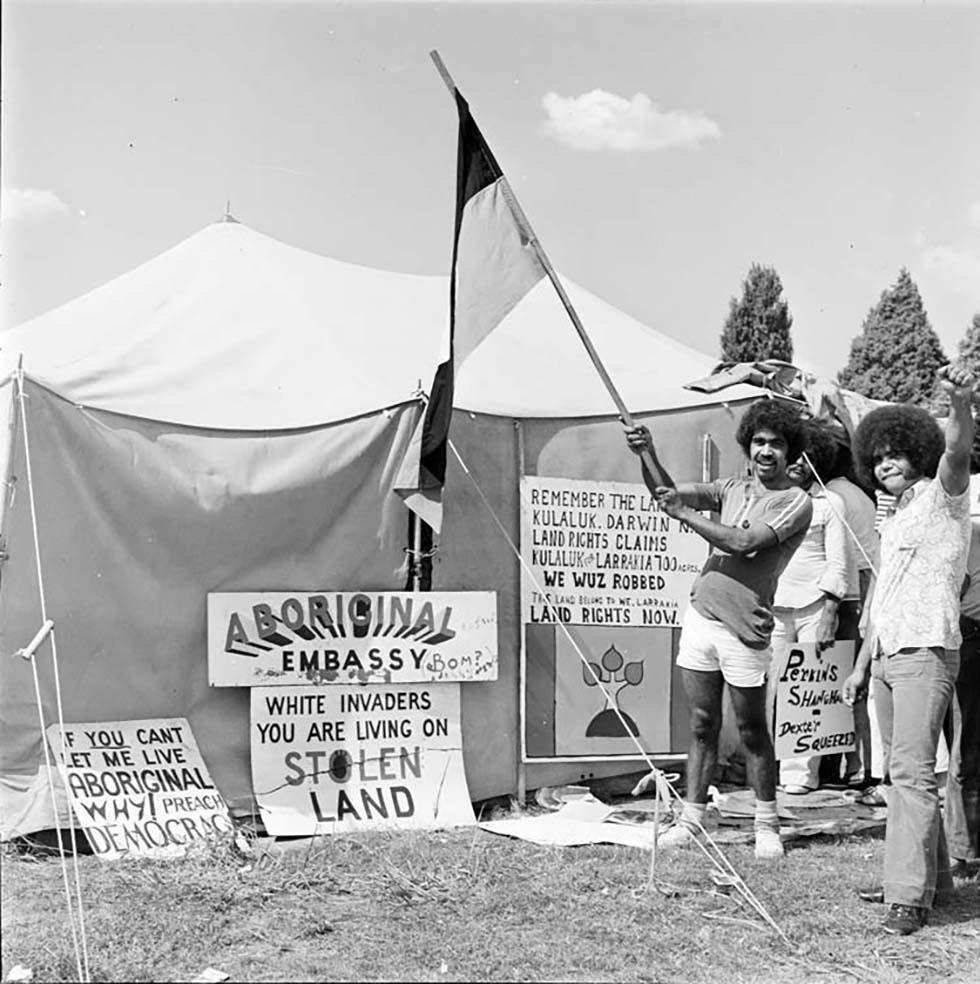
Aboriginal Tent Embassy (1974)

In de jaren zestig verhieven steeds meer Aboriginals hun stem. Geïnspireerd door de burgerrechtenbeweging in de Verenigde Staten en de dekolonisatiegolf in Afrika alsmede door vroegere Aboriginalorganisaties zoals de Australian Aboriginal Progressive Association werd de roep naar zelfbeschikking steeds sterker. De nationale en internationale druk zorgde voor een frisse wind in de Australische politiek.
In 1972 won de Australian Labor Party na 23 jaar oppositievoeren de verkiezingen. De nieuwe premier Gough Whitlam introduceerde een nieuwe beleid dat ruimte bood aan eigen initiatieven uit de Aboriginalgemeenschappen. Er ontstonden overal grassrootsbewegingen die eigen organisaties oprichtten, zoals de Aboriginal Legal Service en de Aboriginal Medical Service. Op politiek vlak mochten Aboriginals echter niet meepraten. Een paar adviesorganen, zoals de National Aboriginal Conference en de National Aboriginal Consultative Committee werden in het leven geroepen, maar die hadden geen wetgevende of beslissingsbevoegdheid.
Volgens de historicus Bain Attwood is er in Australië nooit werkelijk sprake geweest van zelfbeschikking en was het niet meer dan een eenzijdig afgekondigd beleid, net zoals het segregatie- en het assimilatiebeleid.
‘... the relationship between Aborigines and the Australian nation state did not change and has not changed in any fundamental way. Government has tried to incorporate Aborigines in new ways but fort he same end. It has socially nurtured Aborigines and Aboriginality in new political and cultural forms, rather than repressing them as of old, but it has largely done so in order to strengthen the nation and control the Aboriginal minority.’

## Verzoening (reconcilitation)

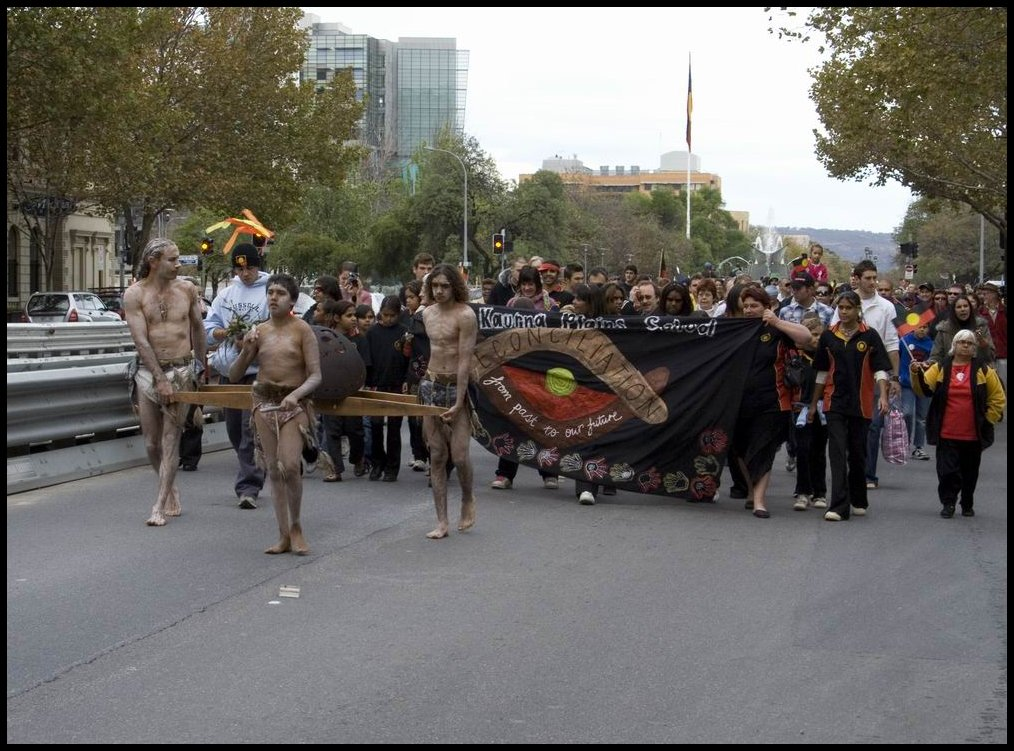
Verzoeningsmars (2007)

De relatie tussen de oorspronkelijke bewoners van het continent en Australiërs van Europese afkomst is vanaf het allereerste begin belast geweest. In 1983 stelde de Labor-politicus Clyde Holding aan het parlement voor om de toekomstige tweehonderdjarige viering van de landing van de Eerste Vloot in Botany Bay aan te grijpen voor de introductie van een nationaal verzoeningsbeleid. Hij meende dat voor het einde van de eeuw ‘effective reconcilliation can be expected, if we begin now’.
Holding vond dat de tijd was gekomen om het eigen verleden te verwerken en een einde te maken aan de ongelijkheid tussen Aboriginals en niet-Aboriginals. Dit vereiste symbolische verzoening in de vorm van een nationale erkenning van de koloniale trauma’s van Aboriginals, alsmede praktische verzoening in de vorm van zelfbeschikking, raadpleging en inspraak. De politieke partijen raakten snel verdeeld over hoe verzoening eruit moest gaan zien. De liberalen zagen een symbolische verzoening niet zitten. Na hun verkiezingsoverwinning in 1996 stelde premier John Howard dat ‘our priority should not be to apportion blame and guilt for historic wrongs but to commit to a practical program of action that will remove the enduring legacies of disadvantage’. Professor Anne Brewester van de universiteit van New South Wales stelt daarentegen dat het belangrijk is dat Australiërs van Europese afkomst ‘reacquaint themselves with their past and not simply in order to charge each other with blame and guilt; guilt can be an excuse for non-action’. De Amerikaanse antropologe Deborah Bird Rose meent bovendien dat er zonder erkenning van het verleden geen rechtvaardige toekomst mogelijk is. Het nationale verzoeningsbeleid wordt dan ook vaak als een poging gezien van Australiërs van Europese afkomst om zich zonder pijnlijke debatten over het koloniale verleden te bevrijden van verantwoordelijkheden die uit dit verleden voortvloeien.
Ondertussen stonden de mensen waar het om ging aan de zijlijn. Barnamby Wunungmurra drukte het als volgt uit tegenover een onderzoekscommissie van de Australische senaat inzake nationale verzoening:
‘What is reconciliation to us? Nothing much has changed in Gove where I live … I don’t understand your law. It always changes. The only thing that stays the same for the white man is that he never listens to our law, and our kids keep getting locked up with that mandatory sentencing. I don’t understand your reconciliation.’

## Neoassimilatie (neo-assimilation)

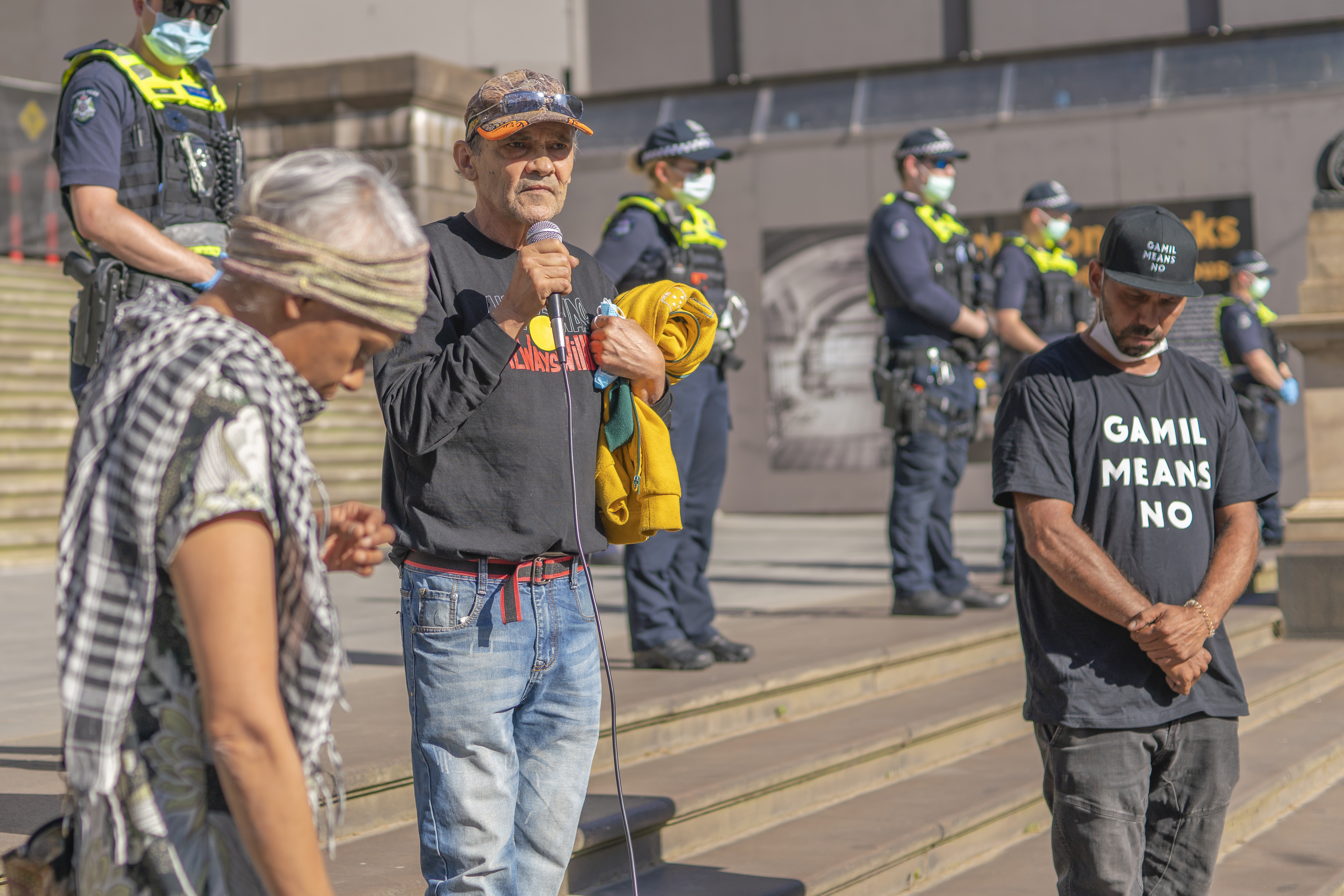
Protesten tegen fracking (Melbourne 2020)

Met de komst van de regering Howard verdween langzaam maar zeker de ruimte die er vanaf het begin van de jaren zeventig was ontstaan voor eigen initiatieven van grassrootsorganisaties. De regering volgde het principe van mainstreaming. Voor Aboriginals hield dit concreet in, dat de financiering van gezondheidsorganisaties, rechtshulpinstanties en diverse andere projecten voor en door Aboriginals geheel of gedeeltelijk werd stopgezet. Zij moesten voortaan bij dezelfde hulpverlenende instanties aankloppen als de rest van de Australiërs. In de praktijk leverde dit problemen op, o.a. door taalbarrières, totaal verschillende levensfilosofieën en een gebrek aan goede interculturele bemiddelaars. De kloof op het gebied van gezondheid, werkgelegenheid, huisvesting en educatie werd daardoor groter.
Daar kwam nog bij dat de regering een groeiend interesse toonde in de exploitatie van grondstoffen in het Noordelijk Territorium, dat rijk is aan bauxiet, uranium en andere bodemschatten. Het Noordelijk Territorium is echter het enige gebied in Australië waar Aboriginals land in eigendom hebben. Overal elders hebben zij enkel native title-rechten. Dit betekent dat de regering in het Noorden niet zomaar licenties kan verlenen aan mijnbouwbedrijven. Sindsdien proberen successievelijke regeringen Aboriginals met diverse middelen van hun land te krijgen, bijvoorbeeld door de ondertekening van langjarige pachtovereenkomsten af te dwingen in ruil voor basisvoorzieningen waar andere Australiërs standaard toegang toe hebben. Of door het sluiten van voorzieningen in dunbevolkte gebieden in het kader van de mainstreamingmaatregelen, waardoor mensen gedwongen worden naar de steden te trekken.
De kloof tussen Europese Australiërs en Aboriginals is en blijft groot. Ook wordt er gesproken over een nieuwe gestolen generatie.